# Bel·lingerita
La bel·lingerita és un mineral de la classe dels òxids. Va rebre el seu nom l'any 1940 per Harry Berman i Caleb Wroe Wolfe en honor de Herman Carl Bellinger (1867-1941), metal·lúrgic alemany.

## Característiques
La bel·lingerita és un òxid de fórmula química Cu₃(IO₃)₆(H₂O)₂. Cristal·litza en el sistema triclínic formant complexos cristalls euèdrics. La seva duresa a l'escala de Mohs és 4. Segons la classificació de Nickel-Strunz, la bel·lingerita pertany a «04.KC: Iodats sense anions addicionals, amb H₂O» juntament amb la brüggenita.

## Formació i jaciments
És un mineral secundari rar que es troba en filons en dipòsits de coure porfíric. Sol trobar-se associada a altres minerals com la leightonita o el guix. Va ser descoberta l'any 1940 a la mina Chuquicamata, al districte de Chuquicamata (Calama, Xile) l'únic indret on s'ha trobat.